# Trancoso, México
Trancoso là một đô thị thuộc bang Zacatecas, México. Năm 2005, dân số của đô thị này là 15362 người.